# Borki (powiat jędrzejowski)
Borki – wieś sołecka w Polsce położona w województwie świętokrzyskim, w powiecie jędrzejowskim, w gminie Jędrzejów.
W latach 1975–1998 miejscowość należała administracyjnie do województwa kieleckiego.
Według spisu powszechnego z 1921 roku - Borki posiadały 16 domów i 104 mieszkańców.